# Itajutinga difficilis
Itajutinga difficilis là một loài bọ cánh cứng trong họ Cerambycidae.